# Rob Dyrdek

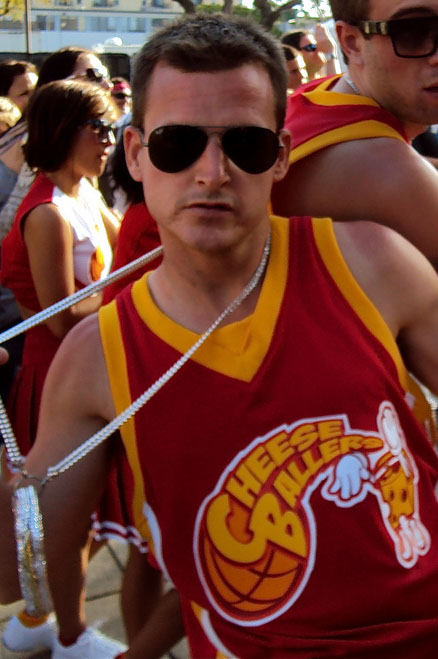
Rob Dyrdek

Rob Dyrdek (* 28. Juni 1974 in Kettering, Dayton, Ohio) ist ein US-amerikanischer Skateboardfahrer und Fernsehmoderator.
Zum Skaten kam er an seinem zwölften Geburtstag, als er ein Skateboard geschenkt bekam. Sein Vater erkannte das Talent seines Sohnes früh und förderte ihn mit allen Mitteln. So wurde etwa im Keller des Familienhauses eine kleine Half-Pipe errichtet. Auf dieser stürzte Rob allerdings und zog sich eine Knochensplitterung zu. Infolgedessen wechselte er auf „Street“, weil die Tricks auf der Half-Pipe mit dem verletzten Arm nicht möglich waren.
Den großen Durchbruch in der Skaterkarriere hatte Dyrdek erst mit dem Skatervideo DC Video, in dem er zusammen mit seinem Security Guard Christopher „Big Black“ Boykin auf den Straßen skatet und zahlreiche Tricks, insbesondere Grinds und Slides, zeigt. Im Anschluss an diesen Film produzierte er zahlreiche Filmprojekte über das Skaten. So ist er im Kinofilm Righteous Kill mit Al Pacino und Robert De Niro zu sehen wie auch 50 Cent. Seit 2009 dreht er die Fernsehshow Rob Dyrdek's Fantasy Factory, die 2014 in die finale sechste Staffel ging. Er ist zudem als „heimlicher“ Werbeträger und spielbarer Charakter in den Spielen Skate und Skate 2 von EA Black Box aufzufinden. Seit 2011 ist er Moderator der Show Ridiculousness, in der er kurze Internetclips vorstellt. 2010 gründete er „Street League Skateboarding“, einen global umgesetzten Wettbewerb.
Rob Dyrdek entwickelte eine neue Art des Kickflip: Nachdem das Board in die Luft gekickt wurde, um einen Kickflip auszuführen, wird es 45° gedreht, also ein Shifty ausgeführt, und dann wieder zurückgedreht.
Seit 20. September 2015 ist Dyrdek mit dem US-amerikanischen Model und Playmate Bryiana Noelle Dyrdek verheiratet.

## Erfolge
- StreetChamp: 2001, 2002, 2004, 2005, 2006
- Slide&Grind Champion: 2004; Vizemeister 2006
- Weltrekordhalter in Boardslide
- Brach am 17. September 2007 insgesamt 21 Guinness-Weltrekorde im Skateboarden an einem einzigen Tag